# Brassaiopsis andamanica
Brassaiopsis andamanica är en araliaväxtart som beskrevs av R.N.Banerjee. Brassaiopsis andamanica ingår i släktet Brassaiopsis och familjen Araliaceae. Inga underarter finns listade.